# Sabina (imię)
Sabina – żeński odpowiednik imienia męskiego Sabin.
Sabina imieniny obchodzi: 18 kwietnia, 29 sierpnia, 27 października, 5 grudnia.

## Osoby noszące imię Sabina
- święta Sabina (zm. 126) – męczennica, święta Kościoła katolickiego,
- Sabina z Avili (II/III wiek) – męczennica, święta katolicka,
- Poppea Sabina (ok. 30–65) – Rzymianka, żona cesarza rzymskiego Nerona,
- Vibia Sabina (88–137) – Rzymianka, żona cesarza rzymskiego Hadriana,
- Vibia Sabina – Rzymianka, córka cesarza rzymskiego Marka Aureliusza,
- Sabina Ddumba – szwedzka piosenkarka,
- Sabine Englert – niemiecka piłkarka ręczna, reprezentantka kraju,
- Sabina Lejzerowicz (zm. 1942) – polska pedagog,
- Sabine Moussier (ur. 1966) – meksykańsko-niemiecka aktorka,
- Sabine Petzl – austriacka aktorka,
- Sabina Valbusa – włoska biegaczka narciarska,
- Sabina Wojtala (ur. 1981) – polska łyżwiarka figurowa.